# Грин Хилс (Пенсилванија)
Грин Хилс (енгл. Green Hills) град је у америчкој савезној држави Пенсилванија.

## Демографија
По попису из 2010. године број становника је 29, што је 11 (61,1%) становника више него 2000. године.
| Група             | 2000.       | 2010.       |
| Белци             | 18 (100,0%) | 29 (100,0%) |
| Афроамериканци    | 0 (0,0%)    | 0 (0,0%)    |
| Азијати           | 0 (0,0%)    | 0 (0,0%)    |
| Хиспаноамериканци | 0 (0,0%)    | 0 (0,0%)    |
| Укупно            | 18          | 29          |